# 前奏曲Op.28, No. 12 (蕭邦)

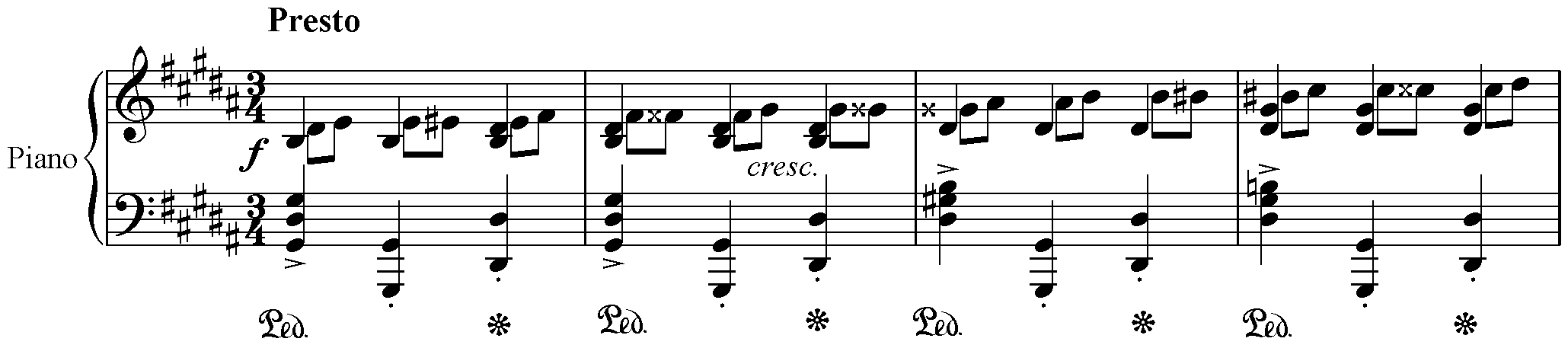
前奏曲Op. 28, No. 12

前奏曲Op. 28, No. 12為蕭邦24首前奏曲中的樂曲，為升G小調，急板，3/4拍。
此曲具高難度，如左手彈奏和弦需反覆大跳。而右手部分由四分音和八分音組成，因而右手需急速按下和放開指定的音符。高音部具有不少半音音階的樂句，某些八分音在黑鍵上重覆，使樂曲更具挑戰性。最後逐漸減弱的樂音以兩組極強的八度作結。
阿爾弗雷德·科爾托將其稱為“晚上騎馬”（Chevauchée dans la nuit），指出樂曲黑暗的意境和類似馬匹奔馳的效果，汉斯·冯·彪罗將其稱為“鬥爭”（Duel），展現高音部成對的八分音中像是掙扎的意味。

## 外部連結
- 前奏曲, Op. 28：国际乐谱典藏计划上的乐谱
- 来自乌托邦计划（英语：Mutopia Project）的多种格式乐谱 （页面存档备份，存于）